# Фатах Нсаїф
Абдул-Фатах Нсаїф Жассім (араб. فتاح نصيف; нар. 2 лютого 1951, Ірак) — іракський футболіст, виступав на позиції воротаря. Один з найкращих іракських воротарів 1970-1980-х років.

## Клубна кар'єра
Футбольну кар'єру розпочав 1968 року в клубі «Аль-Оммах». Наступного року перейшов до «Аль-Фірка Аль-Талта», де виступав протягом чотирьох сезонів. З 1974 року захищав кольори «Аль-Джаїшу». Футбольну кар'єру завершив у 1987 році.

## Кар'єра в збірній
Вперше футболку національної збірної Іраку одягнув у 1977 році. Учасник Олімпійських ігор 1980 (основний воротар команди) та 1984 років. У 1986 році був викликаний тренером Еварісто де Маседо для участі в Чемпіонаті світу 1986 року, де команда Іраку вилетіла за підсумками групового етапу. У футболці збірної зіграв 1 поєдинок — проти господарів турніру, Мексики. Завершив кар'єру в збірній 1987 року, загалом же в національній команді провів 52 поєдинки.